# أنس حجي
أنس حجي هو لاعب كرة قدم أردني من أصل فلسطيني يلعب في صفوف نادي شباب الأردن ومنتخب الأردن لكرة القدم، وهو يلعب في مركز الهجوم.
هذا اللاعب يملك مهارات رائعة في كرة القدم. يلعب بأسلوب جيد. وقد كان من أبرز نجوم النادي الفيصلي. شارك مع منتخب الأردن في كأس آسيا 2011 في قطر، وهو أحد لاعبي المنتخب الأولمبي الأردني أيضا.

## روابط خارجية
- أنس حجي على موقع الاتحاد الدولي (مؤرشف)  (الإنجليزية)
- أنس حجي على موقع قاعدة بيانات كرة القدم.إي يو (الإنجليزية)
- أنس حجي على موقع ناشيونال فوتبول تيمز (الإنجليزية)
- أنس حجي على موقع Soccerway.com (الإنجليزية)
- أنس حجي على موقع كووورة